# Esther Mwaikambo
Esther Daniel Mwaikambo (1940) es una médica tanzana. Es pedriatra sénior y profesora de pediatría y salud infantil en la Universidad Hubert Kairuki Memorial. Es la primera médica graduada en Tanzania.

## Biografía
Mwaikambo se graduó en medicina por la Universidad Rusa de la Amistad de los Pueblos en 1969. Como la primera doctora de Tanzania, el periódico suajili Uhuru la describió en una serie Mujeres de la Tanzania actual. Obtuvo una Maestría en Medicina (Pediatría) por la Universidad de Dar es Salaam en 1977. En 1982 se diplomó en inmunología y enfermedades infecciosas infantiles del Instituto de Salud Infantil de Londres, y en 1995 obtuvo un Certificado en Ciencias del Comportamiento de la Universidad de Harvard.
En 1987 fundó la Asociación de mujeres médicas de Tanzania, utilizando la asociación para impulsar el programa de cáncer de mama de Tanzania.
De 2001 a 2012, se desempeñó como presidenta del Consejo de Investigación sobre Alivio de la Pobreza (REPOA). En octubre de 2009 fue profesora distinguida de África en Harvard, dando una conferencia sobre los desafíos de establecer una universidad médica en Tanzania. Como presidente de la Academia de Ciencias de Tanzania, pidió a los medios de comunicación tanzanos que promovieran las innovaciones científicas locales.
En 2018 fue elegida miembro honorario internacional de la Academia Estadounidense de las Artes y las Ciencias.

## Obras
- A Review of Maternal and Child Health Services in Rural Tanzania.